# 川本直
川本 直（かわもと なお、男性、1980年1月13日- ）は、日本の小説家・文芸評論家。

## 人物・来歴
東京都生まれ。暁星中学校・高等学校卒業。立教大学文学部英米文学科中退。2011年、アメリカの小説家ゴア・ヴィダルへのインタビューをロサンゼルスのヴィダル邸にて行い、「ゴア・ヴィダル会見記」を『新潮』に発表してデビュー。2014年、女装の世界に取材したノンフィクション『「男の娘」たち』を上梓したのち、文芸評論に復帰し、アメリカ文学、イギリス文学、日本文学の評論と書評を『新潮』『文學界』『文藝』『週刊読書人』などに寄稿している。
2019年には樫原辰郎との共編著『吉田健一ふたたび』が第10回紀伊國屋じんぶん大賞第14位にランクインした。2023年には続編にあたる樫原辰郎、武田将明との共編著『吉田健一に就て』を国書刊行会から刊行した。
2021年、初の小説である『ジュリアン・バトラーの真実の生涯』で、第73回読売文学賞（小説部門）と第9回鮭児文学賞を受賞し、Twitter文学賞の後継である第2回みんなのつぶやき文学賞で国内篇第1位を獲得した。同作は第35回三島由紀夫賞の候補にもなった。
2025年には『新潮』2月号「特集　生誕一〇〇周年　よみがえる三島由紀夫」においてゴア・ヴィダルのエッセイ「三島の死」を本邦初訳。解説も担当し、翻訳家としても活動を開始した。

## 著作

### 小説
- 『ジュリアン・バトラーの真実の生涯』（河出書房新社、2021年9月/河出文庫、2023年11月）

### ノンフィクション
- 『「男の娘」たち』（河出書房新社、2014年9月）

### 共編著
- 樫原辰郎共編『吉田健一ふたたび』（冨山房インターナショナル、2019年2月）
- 樫原辰郎、武田将明共編『吉田健一に就て』（国書刊行会、2023年10月）

### 共著
- 白百合女子大学言語・文学研究センター編井上隆史責任編集『世界文学としての日本文学　アウリオン叢書第22号』（弘学社、2024年3月）

### 翻訳
- ゴア・ヴィダル「三島の死」（『新潮』2025年2月号、新潮社）

### 手紙
- 「拝啓、三島由紀夫」（『新潮』2025年2月号、新潮社)